# Val de Tobera
La Cuadrilla de Val de  Tobera (1785-1833) fue una división administrativa histórica del Antiguo Régimen. Una de las cuatro Cuadrillas burgalesas que formaban el Condado de Treviño en Castilla la Vieja, Intendencia de Burgos.

## Lugares

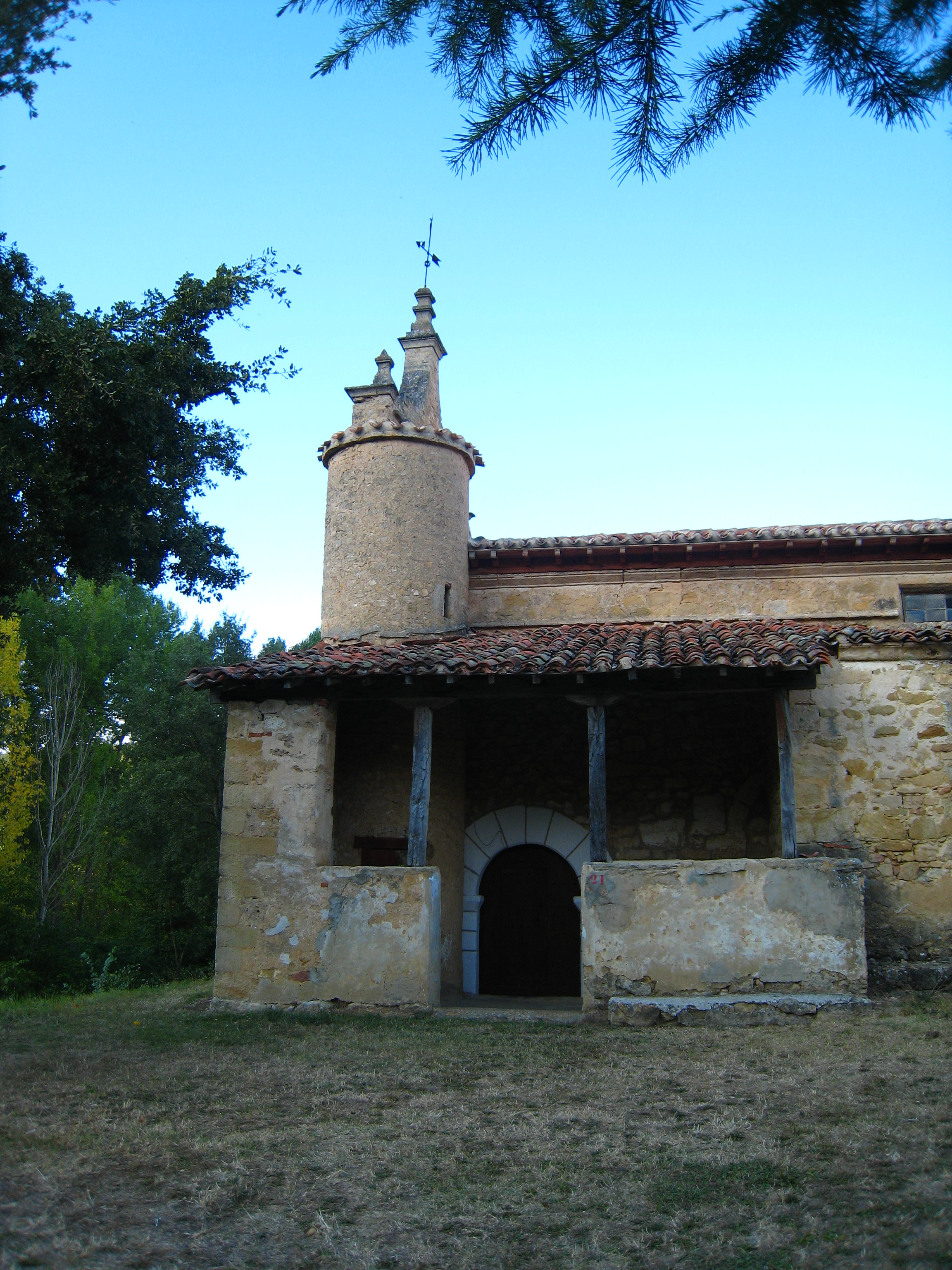
Ermita de Santa María de la Hoz.

Comprendía los siguientes ocho lugares, jurisdicción del Conde de Treviño, a saber: Arana, Argote, Armentia, Caricedo, Dordóniz, Franco, Moraza, Moscador, Pedruzo, San Martín de Galbarín, San Martín del Zar, Taravero y Villanueva Tobera.